# Torre de Caldaloba

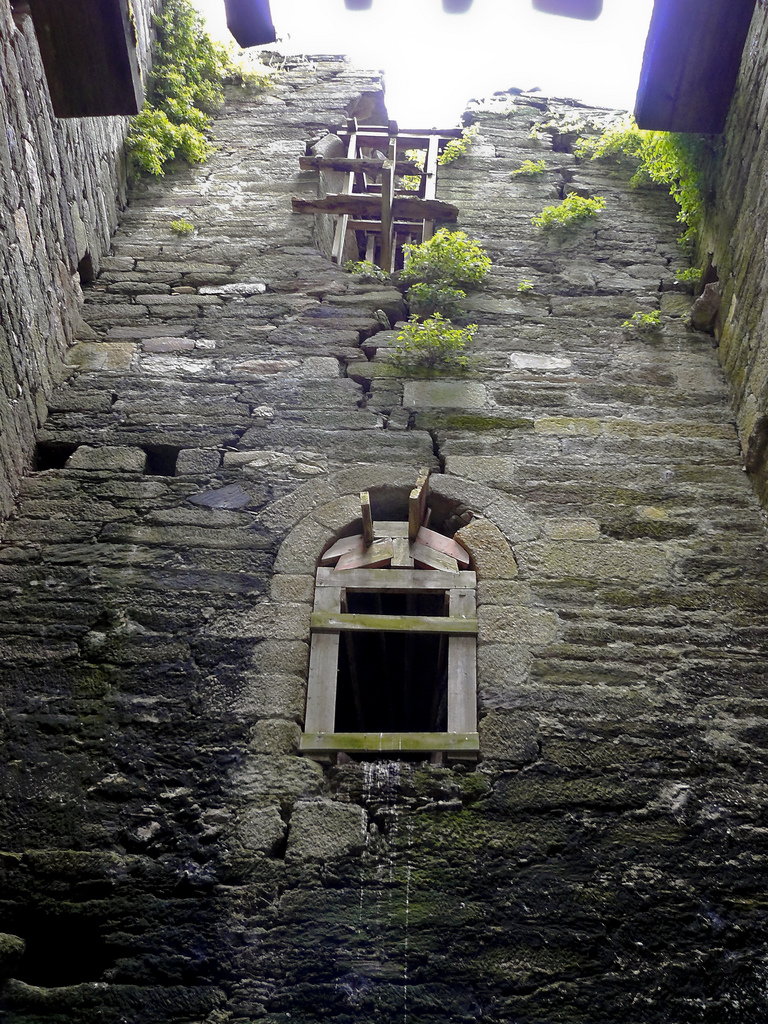
Torre de Caldaloba - Espanha. Interior

A Torre de Caldaloba, também conhecida como Castelo de Vilaxoán, encontra-se na paróquia de San Martiño do Pino, no concelho lugués de Cospeito, na Comunidade Autónoma da Galiza, (Espanha).
Ergue-se numa zona da Comarca da Terra Chã conhecida como A Balura sobre um outeiro, conhecido como Coto de Mato, que domina a passagem natural que comunica a comarca de Vilalba com os rios Támoga e Minho, aproveitando um grande castro com quatro grandes fossos.
A uns poucos de centos de metros situa-se o pazo de Caldaloba fundado por Rodrigo Díaz Sanjurjo e Montenegro em 1621.

## Características
Destaca a torre de menagem, construída sob uma rocha que cai abrupta ao leste e reforça a defesa com quatro profundos fossos nos lados sudoeste e noroeste. A profundidade media dos fossos é de oito a dez metros, e um ancho máximo de 6 metros.
Está construída com alvenaria, usando pedra de ardósia de pequeno tamanho e com pedras de granito trabalhadas nas aberturas e cantos. Os seus muros conservam um largo de 3 metros de média e uma altura máxima de 25 metros.